# Caso Anfruns
El caso Anfruns es un caso judicial chileno relativo a la muerte de Rodrigo Anfruns Papi, un niño que fue secuestrado el 3 de junio de 1979 y cuyo cadáver fue encontrado el 14 de junio del mismo año.

## Desaparición
Rodrigo Anfruns (6 años) fue visto por última vez en el antejardín de la casa de sus abuelos, ubicada en la comuna de Providencia, Santiago de Chile, el 3 de junio de 1979. Durante los días siguientes, se realizó la búsqueda del menor que se presumía secuestrado, hasta el 14 de junio, cuando un adolescente de 16 años, Patricio Pincheira Villalobos (conocido entonces por sus iniciales P.P.V.), confesó el crimen e indicó que el cuerpo de Anfruns estaba en un sitio eriazo a solo unos metros del lugar desde donde había desaparecido. Sin embargo, la familia no quedó satisfecha con dicha versión, sostenida por Investigaciones de Chile, pues era dudoso que el cadáver hubiese estado once días en un lugar que había sido registrado en varias ocasiones por efectivos policiales.

## Investigación judicial
Ante la existencia de un autor confeso del homicidio de Anfruns, y su condición de menor de edad, el juez Ricardo Gálvez Blanco ordenó el cierre del caso en 1982, declarando a Patricio Pincheira sin discernimiento.

### Aparecen testigos
En 2004, un teniente en retiro de Carabineros, Jorge Rodríguez Márquez, entregó a Paola Papi Beyer, madre de Anfruns, un testimonio que inculpaba a agentes del Estado —presumiblemente de Investigaciones o de la Central Nacional de Informaciones (CNI)— en la muerte de su hijo. El 30 de julio de ese año, Papi interpuso una querella por secuestro, torturas y homicidio calificado ante el 17º Juzgado del Crimen.

Yo soy testigo de que a él lo trajeron (…) nosotros vimos ingresar el vehículo y vimos el cuerpo de Rodrigo en el portamaletas. Era un vehículo típico de la gente de Investigaciones o de la CNI de la época, no recuerdo la marca, pero tipo Opala, verde oscuro.
Jorge Rodríguez Márquez, 2004.

### Dobra Lusic
La jueza en visita Dobra Lusic cerró nuevamente el caso en octubre de 2006, manteniendo como único autor del delito a Patricio Pincheira. En enero de 2007 el caso fue reabierto por la Corte de Apelaciones de Santiago, sin embargo, en junio de 2009 se cerró por tercera vez, debido a que el juez Manuel Valderrama no logró establecer nuevos responsables en la muerte de Anfruns. El 1 de abril de 2010 el mismo tribunal ordenó reabrir el caso. El informe forense solicitado por el juez Valderrama, donde se analizaron los peritajes realizados durante todo el caso, determinó en 2011 la necesidad de exhumar el cuerpo puesto que la data de muerte era de 3 días en vez de 11, y que Anfruns habría sido torturado con una quemadura de cigarillo.

### Aspectos periféricos
A diferencia de muchas víctimas de la dictadura militar en Chile, la familia de Rodrigo Anfruns vivía alejada de la política (aparte de su tío Mario Papi Beyer, político en ese entonces miembro del Partido Socialdemocracia Chilena). Más bien, sus conexiones con la dictadura militar era por las mismas fuerzas armadas del país. Su abuela paterna, Guillermina Stange, era prima lejana del general director de Carabineros Rodolfo Stange y se encontraba casada en segundas nupcias con Alberto Iraçabal Irigoen, en ese instante subdirector de Correos y Telégrafos y padre de dos miembros de la CNI y yerno de un tercero. De acuerdo a algunos, Iraçabal mantuvo negocios en tráfico de armas con el director de la Dirección de Inteligencia Nacional (DINA) Manuel Contreras y el secuestro fue parte de una pelea entre negociadores.

## Adaptaciones
- «Inocencia asesinada», capítulo de 12 días (Chilevisión, 2011).[8]